# مامامتكودر عبد الله
مامامتكودر عبد الله (مواليد 15 نوفمبر 1973) هو ملاكم أوزباكستاني سابق، مثّل بلاده في الألعاب الأولمبية الصيفية في دورتي 1996 و2000.

## روابط خارجية
مامامتكودر عبد الله على موقع بوكس ريك (الإنجليزية) (registration required)
- مامامتكودر عبد الله على موقع أوليمبيديا (الإنجليزية)